# Troublesome 21
 (août 2024).
La mise en forme du texte ne suit pas les recommandations de Wikipédia : il faut le « wikifier ».
Les points d'amélioration suivants sont les cas les plus fréquents :
- Les titres sont pré-formatés par le logiciel. Ils ne sont ni en capitales, ni en gras.
- Le texte ne doit pas être écrit en capitales (les noms de famille non plus), ni en gras, ni en italique, ni en « petit »…
- Le gras n'est utilisé que pour surligner le titre de l'article dans l'introduction, une seule fois.
- L'italique est rarement utilisé : mots en langue étrangère, titres d'œuvres, noms de bateaux, etc.
- Les citations ne sont pas en italique mais en corps de texte normal. Elles sont entourées par des guillemets français : « et ».
- Les listes à puces sont à éviter, des paragraphes rédigés étant largement préférés. Les tableaux sont à réserver à la présentation de données structurées (résultats, etc.).
- Les appels de note de bas de page (petits chiffres en exposant, introduits par l'outil «  Source ») sont à placer entre la fin de phrase et le point final[comme ça].
- Les liens internes (vers d'autres articles de Wikipédia) sont à choisir avec parcimonie. Créez des liens vers des articles approfondissant le sujet. Les termes génériques sans rapport avec le sujet sont à éviter, ainsi que les répétitions de liens vers un même terme.
- Les liens externes sont à placer uniquement dans une section « Liens externes », à la fin de l'article. Ces liens sont à choisir avec parcimonie suivant les règles définies. Si un lien sert de source à l'article, son insertion dans le texte est à faire par les notes de bas de page.
- La présentation des références doit suivre les conventions bibliographiques. Il est recommandé d'utiliser les modèles {{Ouvrage}}, {{Chapitre}}, {{Article}}, {{Lien web}} et/ou {{Bibliographie}}. Le mode d'édition visuel peut mettre en forme automatiquement les références.
- Insérer une infobox (cadre d'informations à droite) n'est pas obligatoire pour parachever la mise en page.

Pour une aide détaillée, merci de consulter Aide:Wikification.
Si vous pensez que ces points ont été résolus, vous pouvez retirer ce bandeau et améliorer la mise en forme d'un autre article.
 (août 2024).
 (août 2024).
Si vous disposez d'ouvrages ou d'articles de référence ou si vous connaissez des sites web de qualité traitant du thème abordé ici, merci de compléter l'article en donnant les références utiles à sa vérifiabilité et en les liant à la section « Notes et références ».
 (août 2024).
Albums de 2Pac
'2Pacalypse Now' Strictly 4 My N.I.G.G.A.Z.
Troublesome 21 est le titre d'un projet du second album réalisé par le rappeur américain Tupac Shakur, enregistré entre fin 1991 et août 1992, mais finalement refusé par son label Interscope Records en raison de textes jugés trop violents. Une part importante de ce projet sera reprise dans l'album Strictly 4 My N.I.G.G.A.Z..
Une cassette Promo de l'album ayant circulé à l'époque dans les médias a été ripée et partagée sur internet en 2022.

## Contexte
À la suite de la controverse provoquée par le morceau "Cop Killer" de Ice-T et son groupe de rock Body Count (début 1992), et des émeutes d'avril-mai 1992 à Los Angeles à propos desquelles la responsabilité des textes de rap avait été pointée, une grande vague médiatique critique à l'égard du rap gangster fait pression sur les labels. Interscope préfère annuler la sortie de l'album.D'autant plus que le label avait déjà dû affronter la justice qui avait demandé que l'album 2Pacalypse Now soit retiré de la vente après qu'un policier du Texas eut été tué par un adolescent qui écoutait l'album (contenant notamment la chanson "Violent" parlant du meurtre de policier).
Le partenaire et ami Stretch (également membre du groupe Digital Underground et participant à trois morceaux de l'album) avec son groupe Live Squad feront également les frais de cette atmosphère anti-rap avec l'annulation de leur premier album Game of Survival début 93 par le label Tonny Boy.
L'album était prêt à être publié. La couverture de l'album était presque similaire à celle de Strictly 4 My N.I.G.G.A.Z. (2Pac en montre la maquette dans une vidéo en studio pour The Box - probablement juste après le rejet de l'album en août / septembre). Une cassette Promo circulait probablement déjà dans les médias. Le morceau no 10, "I Get Around", était absent de la cassette car déjà en post-prod pour être le premier single de l'album. Le second single prévu était sans doute "Don't Call Me Bitch", 2Pac apparaissant dans une interview pour MTV datée du 21 août 92 avec un tee-shirt floqué de ce titre.
Sept morceaux de cette Promo (2, 3, 5, 6, 10, 11, 14) seront repris plus ou moins modifiés dans l'album Strictly 4 My N.I.G.G.A.Z. paru début 93. Deux autres (7, 15) sortiront sur des faces B des singles tirés de cet album (I Get Around ; Keep Ya Head Up). Le morceau éponyme (4) sortira de manière posthume dans la bande originale du film Def Jam's How To Be A Player (Trop de filles, pas assez de temps) en 1997.

## Contenu
Le titre fait référence aux troubles médiatiques qui ont suivi la parution du premier album 2Pacalypse Now, ainsi qu'à l'âge de Tupac à la sortie prévue du disque. C'est aussi pour le rappeur un nouveau pseudonyme, "Mr. Troublesome", après "2Pacalypse" que le rappeur utilisait dans son premier album. 2Pac essaiera de réutiliser ce titre pour son troisième album à la fin de l'année 93 (projet qui deviendra ensuite Out on Bail puis Me Against The World). En fait, comme en témoigne son interview pour MTV en août 92, au lieu de se faire plus discret au regard du contexte et des problèmes que son premier album avait déjà rencontré, 2Pac se veut encore plus remonté contre les injustices et le système politique.
Le morceau éponyme "Troublesome" a été enregistré à la toute fin 91, peut-être comme la version originale de "Changes (That's The Way It Is)" autour de Noël (Tupac mentionne d'ailleurs ce jour dans ses paroles). Tupac le jouait en concert depuis les premiers mois de l'année 92 en accompagnement de morceaux tirés de l'album 2Pacalypse Now. Il y tient des propos virulents à l'encontre de la police ("enc* de police" ; "prêt à dégommer un flic sans hésitation"...), ce morceau est sans aucun doute la principale cible de la censure du label alors que Tupac se glisse vraisemblablement dans la tête de Bishop, le personnage devenu fou qu'il incarnait dans le film Juice (le morceau est sous-titré "Bishop's Theme" dans les premiers brouillons de l'album). 2Pac reprendra ce thème dans un morceau tardif, "Troublesome 96", enregistré en avril 1996 - morceau également maudit, listé sur deux projets également avortés (Me Against The World pt. 2 puis Immortalz avec les Outlawz) avant d'être finalement réalisé en 1998 dans la compilation Greatest Hits.
La version originale de "Holler If Ya Hear Me" (Riot Version) ouvrant le disque est certainement la seconde principale cause de refus du label ("j'ai un 9 mm prêt à faire bang bang sur le premier flic pourri qui s'approche de moi"), avec la participation des frères Majesty et Stretch du Live Squad ("un tueur de 5 pieds de haut sans conscience" ; "quand les jeunes loups déboulent, les flics se pissent dessus"). Tupac réécrira trois nouveaux couplets pour rendre le morceau acceptable. Le morceau original restera inédit jusqu'à la parution illégale sur le net d'une fausse cassette démo de l'album non réalisé Out on Bail en 2008 (en fait une compilation artificielle de plusieurs cassettes).
Autres morceaux évacués. "Crooked N*gga Too", suite du morceau "Crooked Ass N*gga" inclus sur le premier album, fait référence à une altercation survenue le 17 octobre 91 entre 2Pac et la police qui l'aurait brutalisé pour avoir traversé une rue en dehors des clous: "ils m'ont fait perdre le sommeil, je me réveille au moindre bruit... Je crois que c'est difficile pour vous de comprendre mais maintenant je pointe mon doigt sur la police". Dans le deuxième couplet, il ajoute : "2Pac va faire éclater une révolution, nique la constitution". Un remix du morceau paraît en 2004 dans la compilation Loyal To The Game. 
"I Still Don't Give A F*ck", également suite d'un morceau du premier album (ce qui rappelle que l'album était initialement intitulé 2Pacalypse II et était censé être une compilation de morceaux écartés et de morceaux suites), revient sur cette attitude de défi à l'encontre de l'Amérique qui fut tellement décriée après la sortie du premier album. 
Dans "What Goes On", Mouse Man parle tirer sur un flic et de le "fumer comme de l'indo"... 
Enfin, l'intro faite de courts extraits de médias à propos d'événements impliquant la police ne sera pas reprise.
Une autre chanson victime de la pression médiatique est peut-être le morceau "Don't Call Me B*tch", mais pour d'autres raisons : dans les médias le gangsta rap était alors fortement dénoncé également pour ses propos généralement dégradants envers les femmes. Ici, alors que Tupac développe un thème assez classique sur les amis et les femmes trompeurs et trompeuses (non les femmes en général), le fait qu'il répète en boucle le mot "b*tch" a probablement amené le label à refuser le morceau (qui est encore aujourd'hui totalement non réalisé sous aucune forme officielle que ce soit). Le morceau devait également être très apprécié de Tupac si l'on considère les tee-shirts floqués à ce titre. il existe bien quatre mix différents du morceau dont certains étaient sans doute prévues pour être diffusés en radio ou réalisés en face B du single. À cela s'ajoute des éventuelles versions antérieures comme "Neva Surrenda" joué live avec un début de verset en commun en 1991 et "Backstabbas" encore totalement inédit mais portant le titre du sample utilisé dans "Don't Call Me B*tch". =
De légères altérations de mix seront effectuées sur "Papa'z Song" et "Strictly 4 My N.I.G.G.A.Z.", un couplet sera ajouté à "Representin'" devenant "Representin' 93", un nouveau refrain chanté remplacera le refrain scratché original de "Keep Ya Head Up" (qu'on trouve sur certaines versions du single). "I Get Around" et "Streetz R Death Row" seront repris quasiment inchangés.

## Liste des titres
| No  | Titre                                                                   | Musique                     | État                                                   | Durée |
| --- | ----------------------------------------------------------------------- | --------------------------- | ------------------------------------------------------ | ----- |
| 1.  | Intro                                                                   | -                           | inédit                                                 | 0:49  |
| 2.  | Holler If Ya Hear Me (Riot Version) (feat. Live Squad)                  | Stretch                     | inédit                                                 | 5:11  |
| 3.  | Representin'                                                            | Truman Jefferson            | Strictly 4 My N.I.G.G.A.Z. avec un couplet additionnel | 2:39  |
| 4.  | Troublesome (Bishop's Theme)                                            | Jeremy JZ Jackson           | How To Be A Player Soundtrack en 1997                  | 3:51  |
| 5.  | Strictly 4 My N.I.G.G.A.Z.                                              | Lay Law                     | Strictly 4 My N.I.G.G.A.Z.                             | 5:49  |
| 6.  | Keep Ya Head Up (Original Mix) (feat. Dave "The Black Angel" Hollister) | DJ Daryl                    | Strictly 4 My N.I.G.G.A.Z., nouveau refrain            | 4:24  |
| 7.  | I Wonder If Heaven's Got A Ghetto                                       | Lay Law                     | single Keep Ya Head Up                                 | 4:42  |
| 8.  | Don't Call Me Bitch (feat. Shock G)                                     | Lay Law                     | inédit                                                 | 5:43  |
| 9.  | What Goes On (feat. Wicked & Mouse Man)                                 | Truman Jefferson            | inédit                                                 | 4:22  |
| 10. | I Get Around (feat. Digital Underground)                                | Shock G                     | Strictly 4 My N.I.G.G.A.Z.                             | 4:19  |
| 11. | Papa'z Song (feat. Wicked aka Mopreme & Poppi)                          | Big D The Impossible        | Strictly 4 My N.I.G.G.A.Z.                             | 5:25  |
| 12. | Crooked Nigga Too (feat. Stretch)                                       | 2Pac & Big D The Impossible | remixé dans Loyal To The Game                          | 4:20  |
| 13. | Still Don't Give A Fuck                                                 | DJ Daryl                    | inédit                                                 | 3:40  |
| 14. | Streets R Deathrow                                                      | Stretch                     | Strictly 4 My N.I.G.G.A.Z.                             | 3:27  |
| 15. | Nothing But Love (feat. Dave "The Black Angel" Hollister)               | DJ Daryl                    | single I Get Around                                    | 5:07  |

## Liste des morceaux écartés
Source
| Black Starry Night (Against All Odds)                                       | DJ Daryl             | remix dans R U Still Down? (Remember Me) |
| Let Them Thangs Go                                                          | DJ Daryl             | remix dans R U Still Down? (Remember Me) |
| Changes (Thet's The Way It Is) feat. Poppi                                  | Big D The Impossible | remix dans Greatest Hits                 |
| No Part of Dis                                                              | Darrin Harris        | inédit                                   |
| Papa'z Song (Da Bastard's Mix) feat. Wycked                                 | Stretch              | single Papa'z Song                       |
| Gaffled Like That feat. The Govenor & Richie Rich                           | DJ Daryl             | Govenor's Taxin' EP                      |
| 16 On Death Row                                                             | DJ Daryl             | remix dans R U Still Down? (Remember Me) |
| Ghetto Gospel (reference for The Kidz)                                      | Big D The Impossible | remix dans Loyal to the Game             |
| Tearz of a Clown (Shock G Remix)                                            | Shock G              | inédit                                   |
| Don't Call Me Bitch (Long Mix)                                              | Lay Law              | inédit                                   |
| Trapped '92 (Shock G Remix)                                                 | Shock G              | inédit                                   |
| Don't U Trust Me (Sista'z Song) (reference for Yonni) feat. Roniece & Poppi | Big D The Impossible | remix dans Loyal to the Game             |
| Po' Nigga Blues                                                             | DJ Daryl             | remix dans Loyal to the Game             |
| When I Get Free                                                             | Lay Law              | R U Still Down? (Remember Me)            |
| If My Homies Call (Turbo R&B Mix)                                           | Greg Beasley         | inédit                                   |
| If My Homies Call (Turbo Street Mix)                                        | Greg Beasley         | inédit                                   |
| morceaux non lâchés sur internet                                            |                      |                                          |
| Love Ya Future                                                              | Shock G              | -                                        |

## Samples
- "Holler If Ya Hear Me (Riot Version)"
  - B.T. Express - "You Got Something" (melody)
  - John Davis & The Monster Orchestra - "I Can't Stop" (drums)
  - Syl Johnson - "Different Strokes" (vocals)
  - Scarface - "Born Killer" (vocals : "cause i'm about to square it off")

- "Troublesome"
  - ESG - "U.F.O." (melody)
  - Harry Manfredini - "Overlay of Evil / Main Title" (Friday the 13th Theme) (Movie, 1980) (vocals interpolation : "Kill kill kill")
  - The King of New York (Movie, 1990) (gunshots, vocals : "they're for the bullet holes, puta")

- "I Wonder If Heaven's Got A Ghetto"
  - En Vogue - "My Lovin' (You're Never Gonna Get It)" (vocals : "oooh pap")
  - Spice 1 - "Welcome To the Ghetto" (vocals)
  - Ice Cube - "The Nigga Ya Love to Hate" (vocals + interpolation : "Just think if niggas decide to retaliate")

- "Don't Call Me Bitch"
  - P-Funk All Stars - "Pumping It Up" (melody)
  - Ennio Morricone - "The Good The Bad And The Ugly (Theme)" (melody interpolation)
  - The O'Jays - "Back Stabbers" (vocals)
  - N.W.A. - "A Bitch Is A Bitch" (vocals)
  - Geto Boys - "Size Ain't Shit" (vocals interpolation : "some of you niggas are bitches too")

- "What Goes On"
  - Sly & The Family Stone - "You Can Make It If You Try" (organs)
  - Melvin Bliss - "Synthetic Substitution" (drumline)
  - Soul II Soul - "Back To Life (acapella)" (vocals : "Steady, are you ready ? What's goin on ?")
  - Ice Cube - "True to the Game" (vocals : "So what really goes on")

- "Crooked Nigga Too"
  - The Meters - "Same Old Thing" (melody)
  - Sly & The Family Stone - "Sing A Simple Song" (melody)
  - Tower of Power - "Can't You See (You Doin' Me Wrong)" (drumline)
  - James Brown - "Funky President" (guitar interpolation)
  - Cypress Hill - "How Could I Just Kill A Man" (vocals)
  - MC Lyte & Audio Two - "10% Dis" (vocals : "here we go again")
  - 2Pac - "Crooked Ass Nigga" (vocals)

- "Nothing But Love"
  - Lakeside - "Everyday Man" (melody, chorus interpolation)
  - Syl Johnson - "Different Strokes" (vocals)
  - 2Pac - "If My Homies Call" (vocals)